# Championnat d'Europe de football des moins de 19 ans 2002
Cet article traite du Championnat d'Europe de football des moins de 19 ans de 2002. Il s'agît de la cinquante-et-unième édition de la compétition. Auparavant dénommée Euro des moins de 18 ans, la compétition est renommée Euro des moins de 19 ans en 2002, mais concerne toujours la même catégorie d'âge. Pour cette compétition, seuls les joueurs nés après le 1er janvier 1983 peuvent participer.

## Phase Finale

### Groupe A
| Équipe    | Pts | J | G | N | P | BP | BC |
| --------- | --- | - | - | - | - | -- | -- |
| Espagne   | 7   | 3 | 2 | 1 | 0 | 7  | 2  |
| Slovaquie | 6   | 3 | 2 | 0 | 1 | 11 | 6  |
| Tchéquie  | 4   | 3 | 1 | 1 | 1 | 4  | 6  |
| Norvège   | 0   | 3 | 0 | 0 | 3 | 1  | 9  |

21/07	 Norvège 1 - 5  Slovaquie
21/07	 Espagne 1 - 1  Tchéquie
23/07	 Norvège 0 - 3  Espagne
23/07	 Slovaquie 5 - 2  Tchéquie
25/07	 Tchéquie	1 - 0  Norvège
25/07	 Slovaquie 1 - 3  Espagne

### Groupe B
| Équipe               | Pts | J | G | N | P | BP | BC |
| -------------------- | --- | - | - | - | - | -- | -- |
| Allemagne            | 7   | 3 | 2 | 2 | 0 | 8  | 4  |
| République d’Irlande | 6   | 3 | 2 | 2 | 1 | 5  | 6  |
| Angleterre           | 2   | 3 | 0 | 2 | 1 | 6  | 7  |
| Belgique             | 1   | 3 | 0 | 1 | 2 | 3  | 5  |

22/07	 Angleterre 3 - 3	 Allemagne
22/07	 Belgique 1 - 2	 République d’Irlande
24/07	 Angleterre 1 - 1	 Belgique
24/07	 Allemagne 3 - 0	 République d’Irlande
26/07	 République d’Irlande	3 - 2	 Angleterre
26/07	 Allemagne 2 - 1	 Belgique

### Match pour la troisième place
- Slovaquie 2 - 1  République d’Irlande Stade d'Oslo

### Finale
- Espagne 1 - 0  Allemagne Stade d'Oslo